# My Friend
My Friend (deutsch Mein Freund) ist eine osttimoresische Aldeia. Sie liegt im Südwesten des Sucos Bemori (Verwaltungsamt Nain Feto, Gemeinde Dili). In My Friend leben 288 Menschen (2015).
My Friend bildet die Südostspitze von Bemorii. Jenseits der Straßen Rua de Santa Cruz und Rua Fonte dos Namorados liegt südlich der Suco Lahane Oriental und jenseits der Rua Dom José Ribeiro und des Betts des Mota Bidau befindet sich der Suco Santa Cruz. Östlich befindet sich die Aldeia Centro.